# Dol pri Šmarju
Dol pri Šmarju este o localitate din comuna Šmarje pri Jelšah, Slovenia, cu o populație de 78 de locuitori.